# Mosteiro de Santa Maria de Seiça
O Mosteiro de Santa Maria de Seiça, ou Mosteiro de Seiça, é um antigo mosteiro em Paião, município da Figueira da Foz, em Portugal.
Fundado em cerca de 1162 por D. Afonso Henriques, este mosteiro deve ter no começo pertencido à ordem beneditina. O seu nome deriva de se situar na zona de Ribeira de Seiça.
Em 2002, o Mosteiro de Seiça foi classificado como Imóvel de Interesse Público.

## História
Embora se desconheça a data exacta da fundação do cenóbio de Seiça, a mais antiga referência documental que se conhece sobre este mosteiro, situado junto ao rio Mondego, data de 1162, no qual o abade Martinho se encontra presente na outorga da carta de isenção dos direitos episcopais dada aos Crúzios, pelo Bispo D. Miguel Salomão.
Alguns anos depois, em 1175, D. Afonso Henriques emite carta de doação do couto de Barra a D. Pelágio Egas (ou Paio Egas), abade de Santa Maria de Seiça.
Na mesma época, a Ordem de Cister crescia em Portugal, espalhando as suas casas conventuais pelo território então reconquistado.
No reinado de D. Sancho I o estabelecimento de comunidades cistercienses diminuiu, registando-se apenas duas filiações de mosteiros em Alcobaça, Santa Maria de Maceira Dão em 1188, e Santa Maria de Seiça, doado à Abadia de Santa Maria de Alcobaça em 1195.
A partir dessa data Seiça passou para a Ordem de Cister, passando a albergar uma comunidade de monges brancos.
Embora protegido pela Coroa ao longo da Idade Média, devido aos desentendimentos constantes com a casa-mãe de Alcobaça, em 1555 o Mosteiro de Seiça foi suprimido por D. João III e os seus bens foram destinados à Ordem de Cristo, para a edificação de novo mosteiro em Carnide – Lisboa.
Seria D. Sebastião que em 1560 restituiria o mosteiro novamente à alçada da grande abadia cisterciense, através da Bula de Pio IV “Hodie a nobis emanarunt littere” que anulou a extinção do Mosteiro de Santa Maria de Seiça.

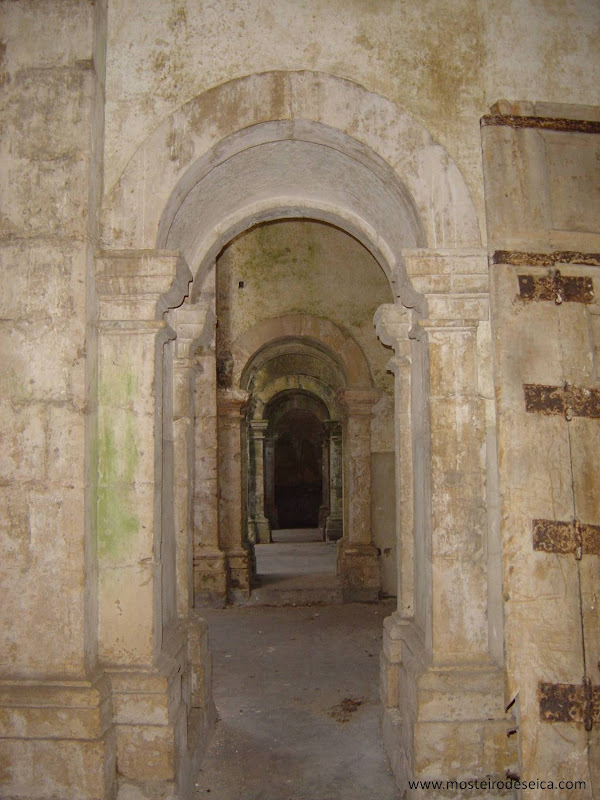
Mosteiro de Seiça

Em 1567 foi criada a Congregação de Santa Maria de Alcobaça, a qual, numa demonstração de vigor, de capacidade financeira, organizativa e de autonomia, procede à reconstrução e reformulação dos seus mosteiros.
Em Santa Maria de Seiça procedeu-se à construção de um mosteiro inteiramente novo, cujas obras dos novos lugares regulares tiveram início a 11 de Julho 1572, (passando de Sul para Norte), segundo um projecto de Mateus Rodrigues, e em 1672 foi derrubada a igreja medieval para dar início à construção da Igreja actual.
Devido à sua proximidade do Colégio de Santa Cruz de Coimbra, o Mosteiro de Seiça passou a funcionar como centro de estudos filosóficos da ordem.
Embora o convento se encontre actualmente bastante arruinado, nele se destaca o corpo da Igreja, considerada a peça mais interessante do conjunto edificado.
Apresentando um traçado de linhas austeras, que se sublinham pela sua verticalidade e robustez, bem ao gosto do maneirismo chão, o templo possui uma fachada marcada pelos volumes das torres laterais, com remates bolbosos, que enquadram um núcleo central onde o grande tema arquitectónico se resume à aplicação de pilastras de ordem colossal que unifica a superfície e confere a todo o frontispício um certo tom majestoso.
A sua planimetria obedecia aos modelos maneiristas da época, pelo que o templo possuía nave única com capelas laterais intercomunicantes, possuindo originalmente coro-alto.

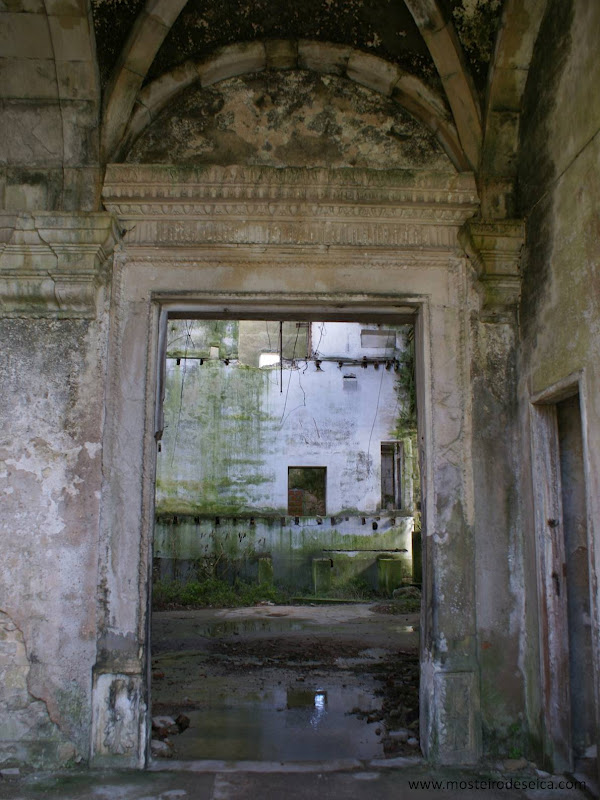
Mosteiro de Seiça

O espaço do transepto, que seria coberto por cúpula, bem como a capela-mor, foram-se degradando depois da saída dos monges, em 1834, ficando completamente ao abandono e à mercê das intempéries e do vandalismo.
Com a extinção das Ordens Religiosas, em 1834, o conjunto arquitectónico foi apropriado pelo Estado, tendo posteriormente sido entregue à Junta de Paróquia de Nossa Senhora do Ó do Paião a Igreja e a Sacristia do Mosteiro de Santa Maria de Seiça, através de Carta de Lei de 22 de Fevereiro de 1861, emitida por D. Pedro V.
Depois da extinção das Ordens Religiosas, em 1834, as talhas e os retábulos pétreos foram removidos e dispersos por várias igrejas do concelho.
Desde então o mosteiro foi sofrendo às mãos dos Homens que nele apenas viam valor económico. Mas para se perceber o que se passou é preciso conhecer os motivos que levaram à sua devastação.
No decorrer do século XIX a Igreja Matriz do Paião necessitava de reparações constantes.
Mal o povo recuperava dos impostos cobrados para obras, já novos restauros eram necessários.
Para fazer face às despesas com a Igreja Matriz, a Junta de Paróquia de Nossa Senhora do Ó do Paião recebeu a igreja e o mosteiro do extinto Mosteiro de Santa Maria de Seiça, em 1861, o qual, em consequência da expulsão dos monges de Cister, ficou votado ao abandono sem qualquer utilização que de algum modo garantisse a sua preservação.
A 11 de Janeiro de 1863 a Junta de Paróquia deliberou chamar peritos para avaliarem as obras necessárias na Igreja Matriz, a qual se encontrava em avançado estado de degradação.
Entre avanços e recuos sobre a construção ou não de uma nova igreja, durante anos foram executadas obras de restauro na existente.
Apenas em Fevereiro de 1896 tiveram inicio as obras destinadas à construção da actual Igreja Matriz do Paião.
Em 1871 a Junta de Paróquia deliberou a demolição da sacristia do lado Sul e o gigante de pedra do Mosteiro de Seiça para com essa pedra tapar o cemitério e o adro da Igreja Matriz do Paião.
Por outro lado, a construção do troço de caminho de ferro da Linha do Oeste, entre Leiria e Figueira da Foz, em 1888, terá obrigado à demolição das estruturas subsistentes do presbítero e do falso transepto.
Em 1895 a Junta de Paróquia vendeu o Mosteiro de Seiça a particulares e em 1911 o Mosteiro foi vendido novamente. Os novos proprietários transformaram a Igreja do cenóbio em unidade industrial de descasque de arroz, a qual terá terminado a sua laboração por volta de 1976.
Em 2004 celebrou-se a escritura de compra do Mosteiro de Seiça por parte da Câmara Municipal da Figueira da Foz.
Devoluto desde o encerramento da unidade fabril e dotado ao abandono, o que subsiste do mosteiro de Santa Maria de Seiça encontra-se em avançado estado de ruína.
Remanescem a igreja, amputada em metade do seu tamanho e sem a abóbada da nave, as alas norte e poente do claustro, os espaços destinados à portaria e hospedaria, parte das celas do dormitório do primeiro piso, o corpo respeitante à cozinha, e refeitório, também amputado em parte, para nascente e parte do segundo claustro.
Em 19 de abril de 2021, a Câmara Municipal da Figueira da Foz adjudicou a obra de reabilitação e consolidação do mosteiro, orçada em cerca de 2,7 milhões de euros à empresa Teixeira Duarte. Os trabalhos permitiram a consolidação da fachada monumental em ruínas da igreja, e reabilitação do edifício monástico adjacente. O único vestígio que ficou da fábrica de descasque de arroz é a chaminé com dezenas de metros de altura, onde habitualmente nidificam cegonhas, localizada na lateral do Mosteiro, entre este e a linha ferroviária do Oeste. A inauguração da reabilitação foi em janeiro de 2024.

## Galeria

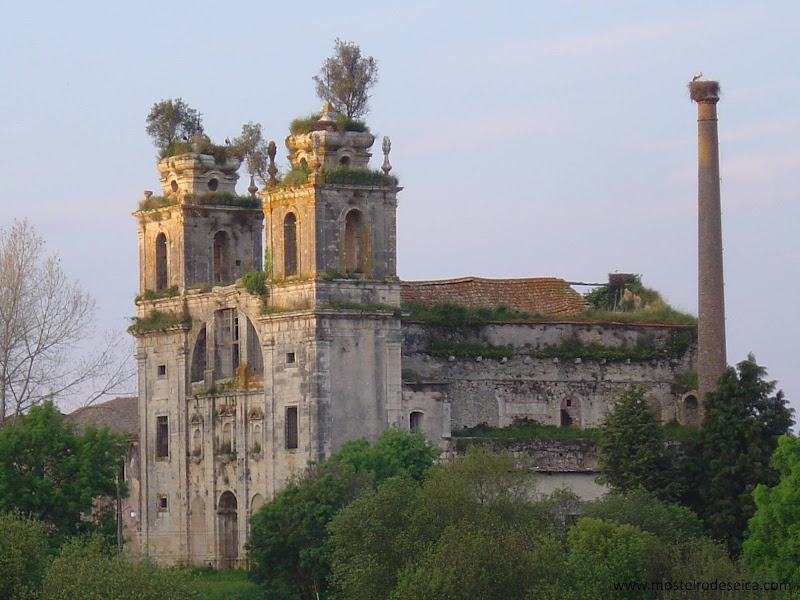
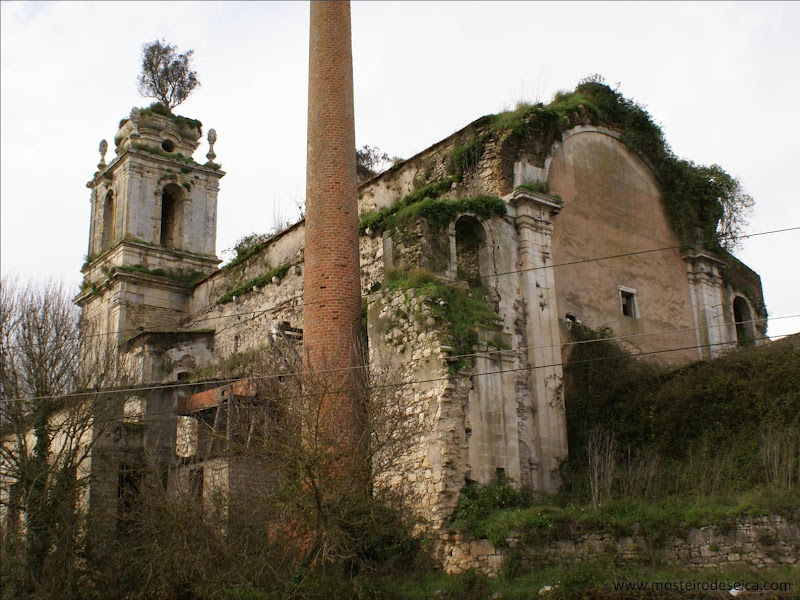
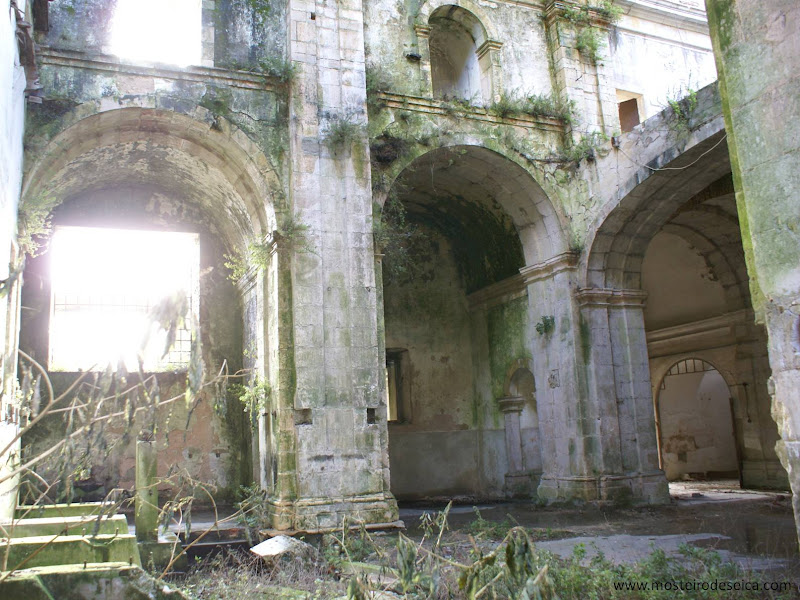